# Colonia Huitexcalco
Colonia Huitexcalco är en ort i Mexiko.   Den ligger i kommunen Chilcuautla och delstaten Hidalgo, i den sydöstra delen av landet, 90 km norr om huvudstaden Mexico City. Colonia Huitexcalco ligger 2 066 meter över havet och antalet invånare är 860.
Terrängen runt Colonia Huitexcalco är kuperad åt nordväst, men åt sydost är den platt. Terrängen runt Colonia Huitexcalco sluttar österut. Runt Colonia Huitexcalco är det ganska tätbefolkat, med 214 invånare per kvadratkilometer. Närmaste större samhälle är Mixquiahuala de Juarez, 7,6 km sydost om Colonia Huitexcalco. Omgivningarna runt Colonia Huitexcalco är en mosaik av jordbruksmark och naturlig växtlighet.